# Туризм в Иордании

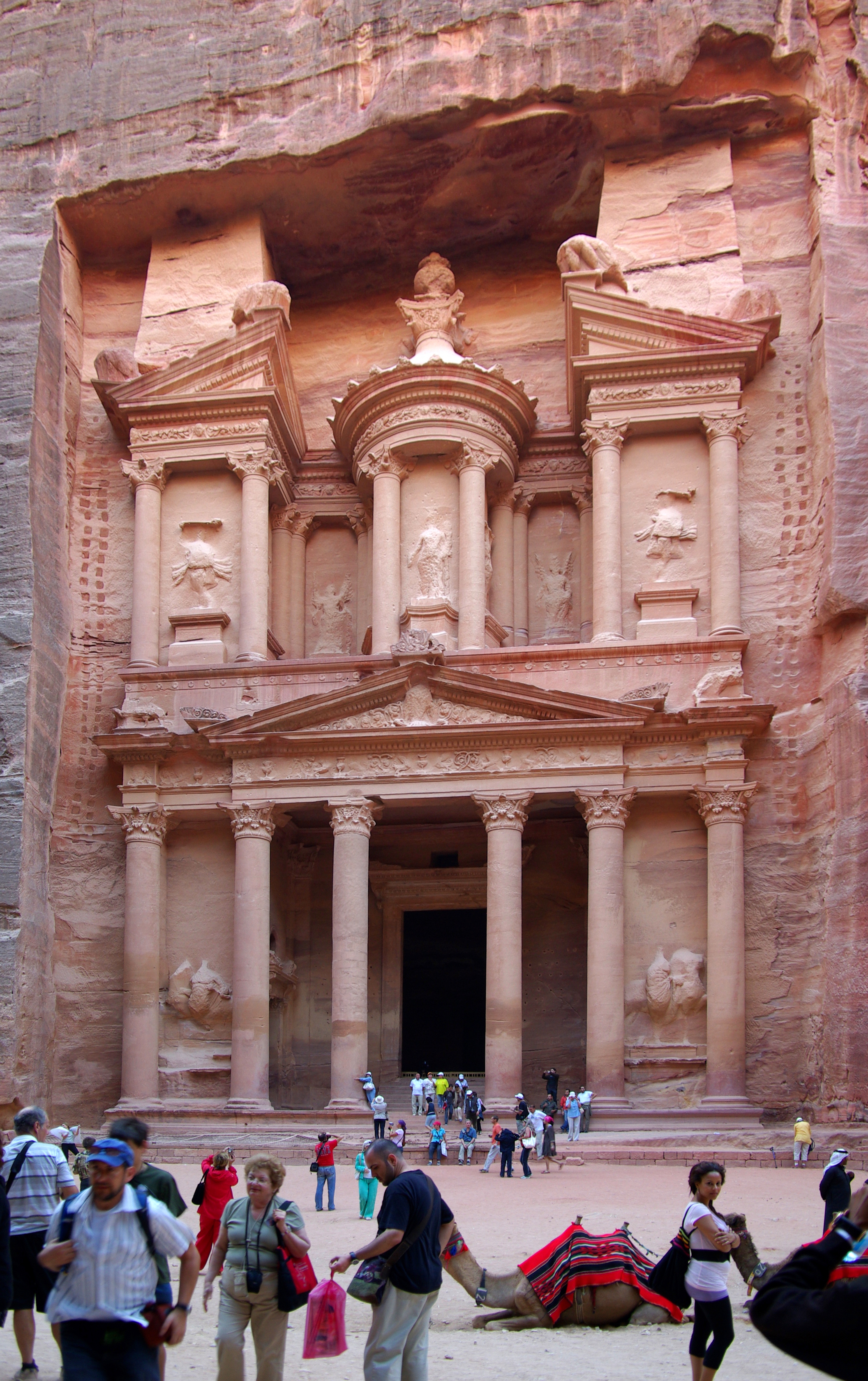
Петра, одно из Семи новых чудес света

Туризм в Иордании является одной из важнейших отраслей экономики страны. В 2010 году Иорданию посетили более 8 миллионов туристов из разных стран, поступления от туризма составили около $3,5 миллиардов и ещё около $1 млрд — от медицинского туризма. В 2011 году туристическая отрасль Иордании потеряла около $ 1 млрд в связи с политической нестабильностью в регионе.
Туристические достопримечательности Иордании включают исторические памятники, такие как всемирно известная Петра (с 1985 года внесена в список Всемирного наследия ЮНЕСКО и объявлена одним из новых семи чудес света), река Иордан, гора Нево, Мадаба, многочисленные средневековые мечети и церкви, а также природные заповедники (Вади Рам и горные области северной Иордании).
Иордания также предлагает услуги медицинского туризма на Мёртвом море, образовательный туризм, трекинг, дайвинг в коралловых рифах Акабы, туризм, связанный с поп-культурой и шопинг в городах Иордании. В 2009 году, более половины опрошенных арабских туристов, в основном из стран Совета сотрудничества арабских государств Персидского залива заявили, что планируют провести свой отпуск в Иордании.

## Главные туристические достопримечательности

### Исторические достопримечательности

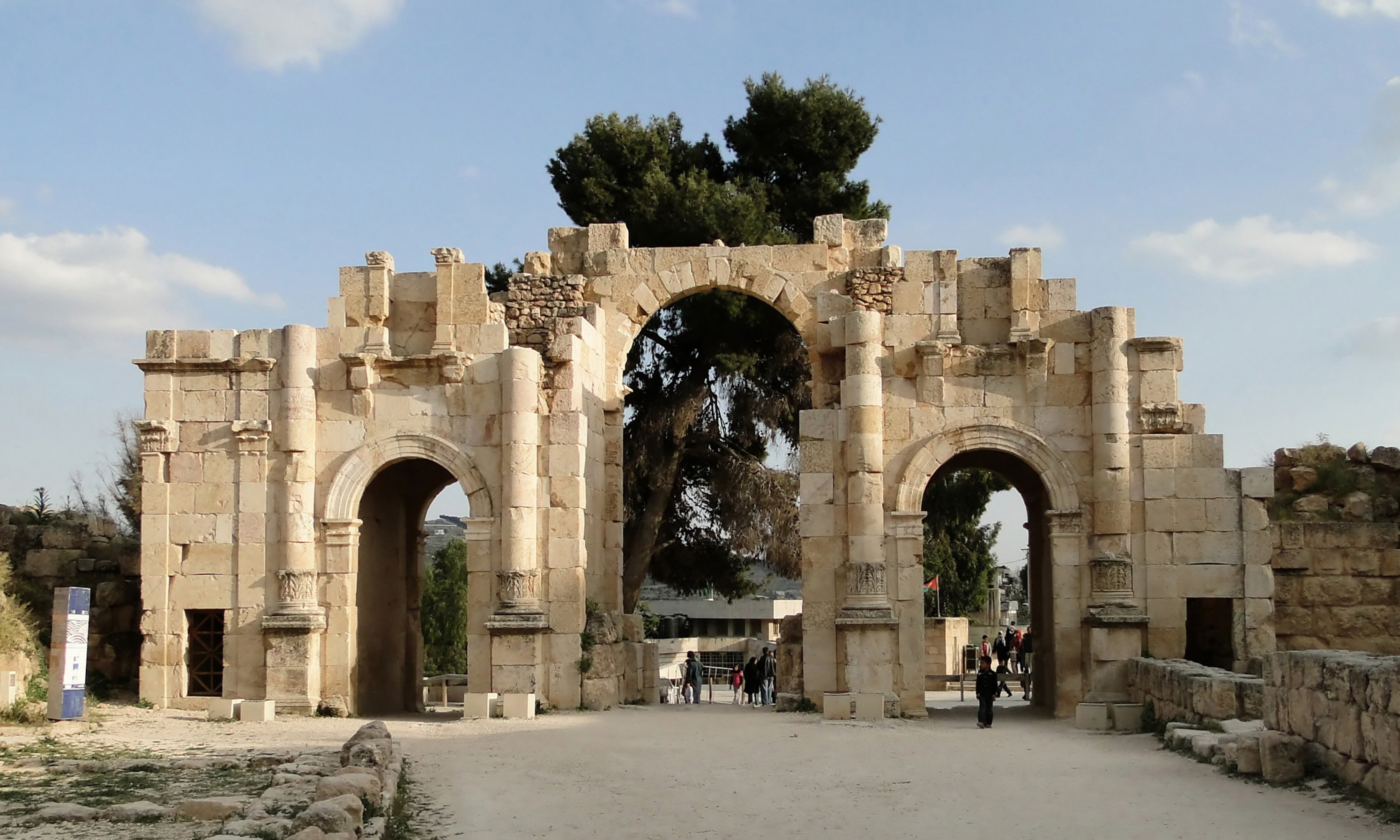
Южные ворота древнего города Джараш

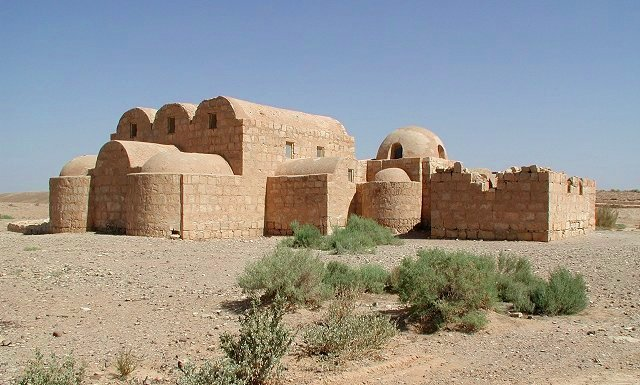
Кусейр-Амра — замок в пустыне

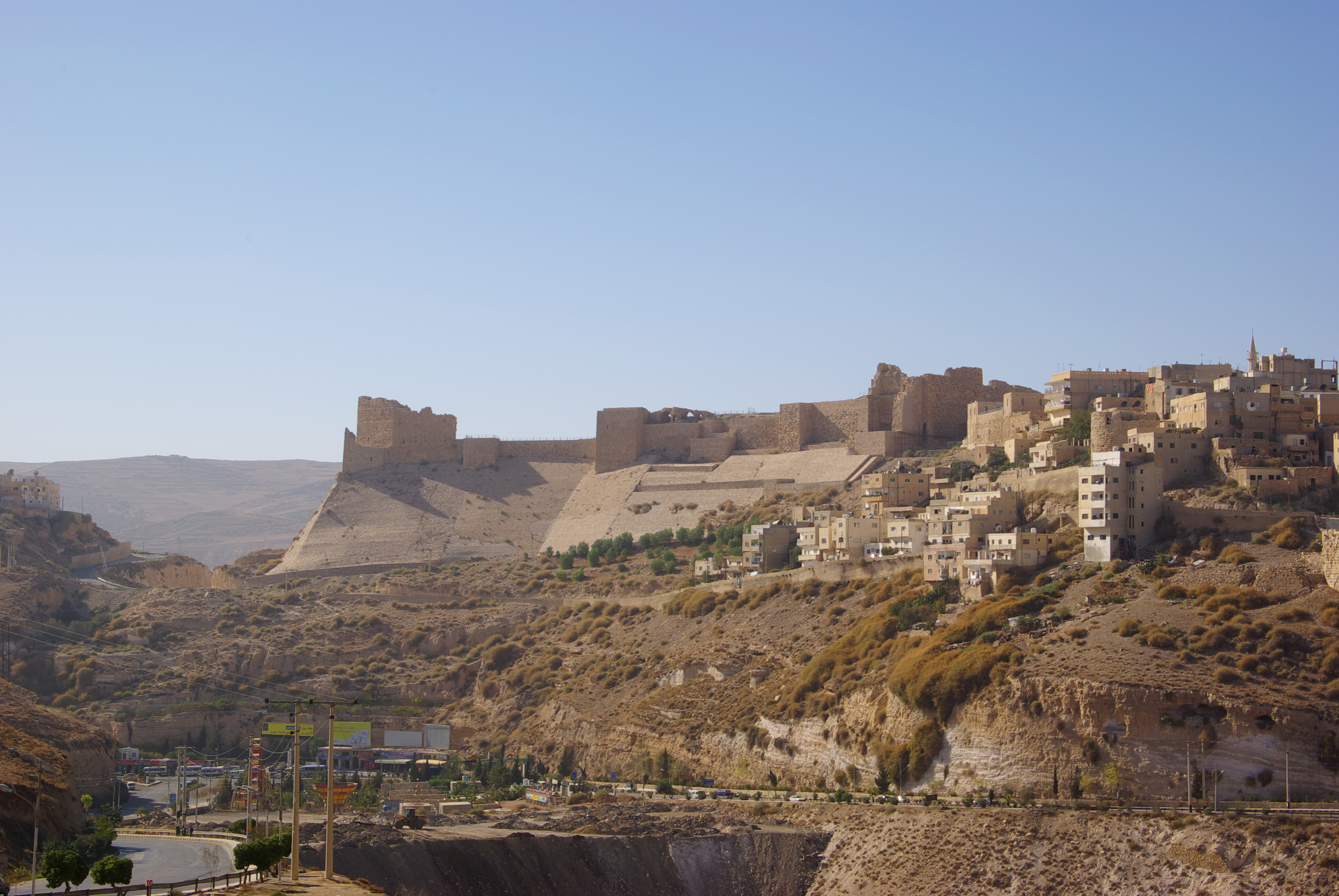
Замок Эль-Карак

- Петра — древний город Набатейского царства, полностью высеченный в скале. К древнему городу ведёт проход через узкое ущелье протяжённостью 1,25 км в скалах, который заканчивается скальными воротами Сик. Все здания древнего города, кроме двух, высечены в скале, в том числе храм Эль-Хазне (что переводится с арабского как «сокровищница»), названный одним из «Новых семи чудес света». Другие значимые объекты в Петре включают монастырь, римский театр, царские гробницы, место жертвоприношения. Петра была открыта швейцарским исследователем Иоганном Людвигом Буркхардтом в 1812 году;
- Умм Кейс — город на месте разрушенного греко-римского города;
- Джараш — город, который славится древней римской архитектурой (колонны, коринфскими арки, театры на открытом воздухе);
- Шубак[англ.] — город с замком крестоносцев «Крак де Монреаль», обозначавшим восточную и южную границу экспансии крестоносцев;
- Аджлун — город, где расположен средневековый замок крестоносцев;
- Эль-Карак — город, где расположен одноимённый замок;
- Умм-эль-Джималь[англ.], именуемый «чёрная жемчужина пустыни» — древний город Декаполиса. Его черные базальтовые особняки и башни издавна вдохновляли поэтов.
- Монреаль — замок крестоносцев, находится менее чем в часе езды от Петры. Замок был взят Саладином через 75 лет после сооружения.
- Кусейр-Амра — древняя резиденция халифов, один из наиболее хорошо сохранившихся памятников периода Омейядов, является объектом Всемирного наследия ЮНЕСКО. Его внутренние стены и потолки покрыты уникальными фресками, две комнаты вымощены разноцветной мозаикой.
- Ум-эр-Расас — объект Всемирного наследия ЮНЕСКО.

### Религиозные туристические объекты

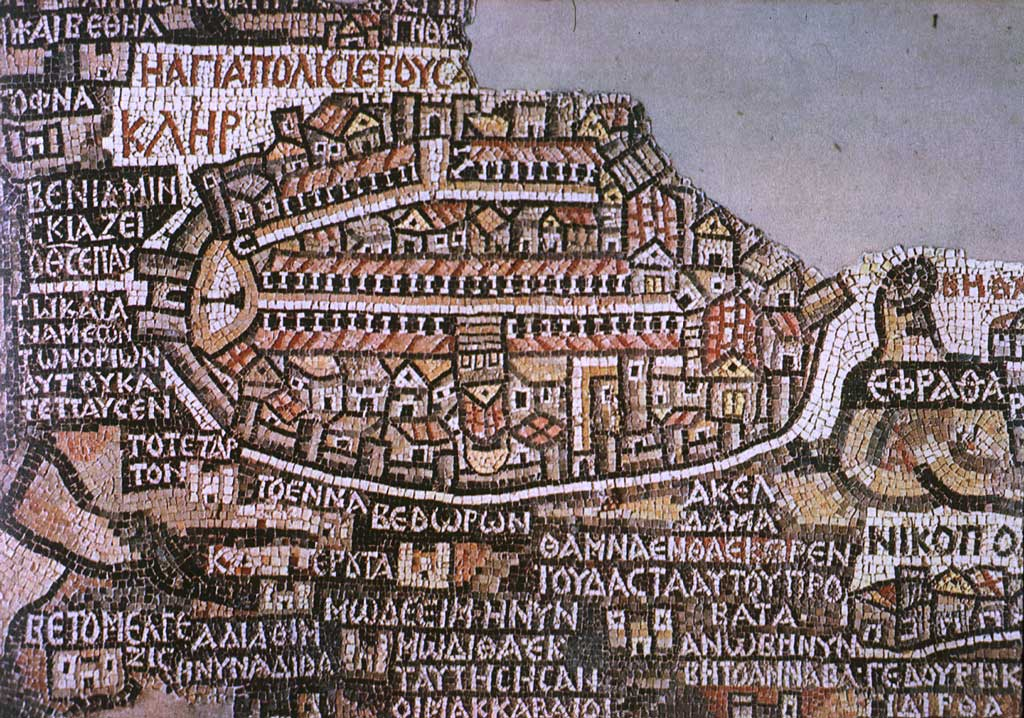
Иерусалим на карте из Мадабы

- Махерон — древняя иудейская крепость, вошедшая в историю как тюрьма, где содержался и был казнён Иоанн Креститель.
- Река Иордан — река, в которой Иисус был крещён Иоанном Крестителем согласно христианской традиции.
- Мадаба известна своими мозаиками, а также важными религиозными объектами, такими как Карта из Мадабы — старейшее из сохранившихся оригинальных картографических изображений Святой Земли, включая Иерусалим, датируется 6 веком н. э..
- Гора Нево, с которой, согласно Библии, Моисей взглянул на Землю Обетованную перед смертью.

### Пляжный отдых
- Акаба — город на берегу Акабского залива с многочисленными торговыми центрами, отелями и охраняемыми коралловыми рифами. Здесь расположены также руины средневековой Идумеи. Акаба славится многочисленными ночными клубами, концертами и увеселительными мероприятиями, которые проводят диджеи из многих стран, а также возможностями для занятий различными видами спорта. Многие состоятельные иорданцы специально приезжают в Акабу провести выходные[3]. Планы развития города предусматривают инвестирование порядка $20 млрд в туристические объекты туристических и недвижимость с целью превращения Акабы в «новый Дубай» .
- Мертвое море — самая низкая точка на поверхности суши, 402 метров ниже уровня моря[4], при этом уровень моря опускается ежегодно примерно на 1 метр. Мёртвое море является единственным водохранилищем реки Иордан и было частью упоминаемых в Библии царств Мадианитян и Моав. На иорданском берегу Мёртвого моря расположены многочисленные курорты мирового класса, здесь представлены такие сети как Kempinski, Mövenpick и Marriott. Кроме того, здесь расположены аквапарки, общественные пляжи и рестораны.

### Места популярных экскурсий

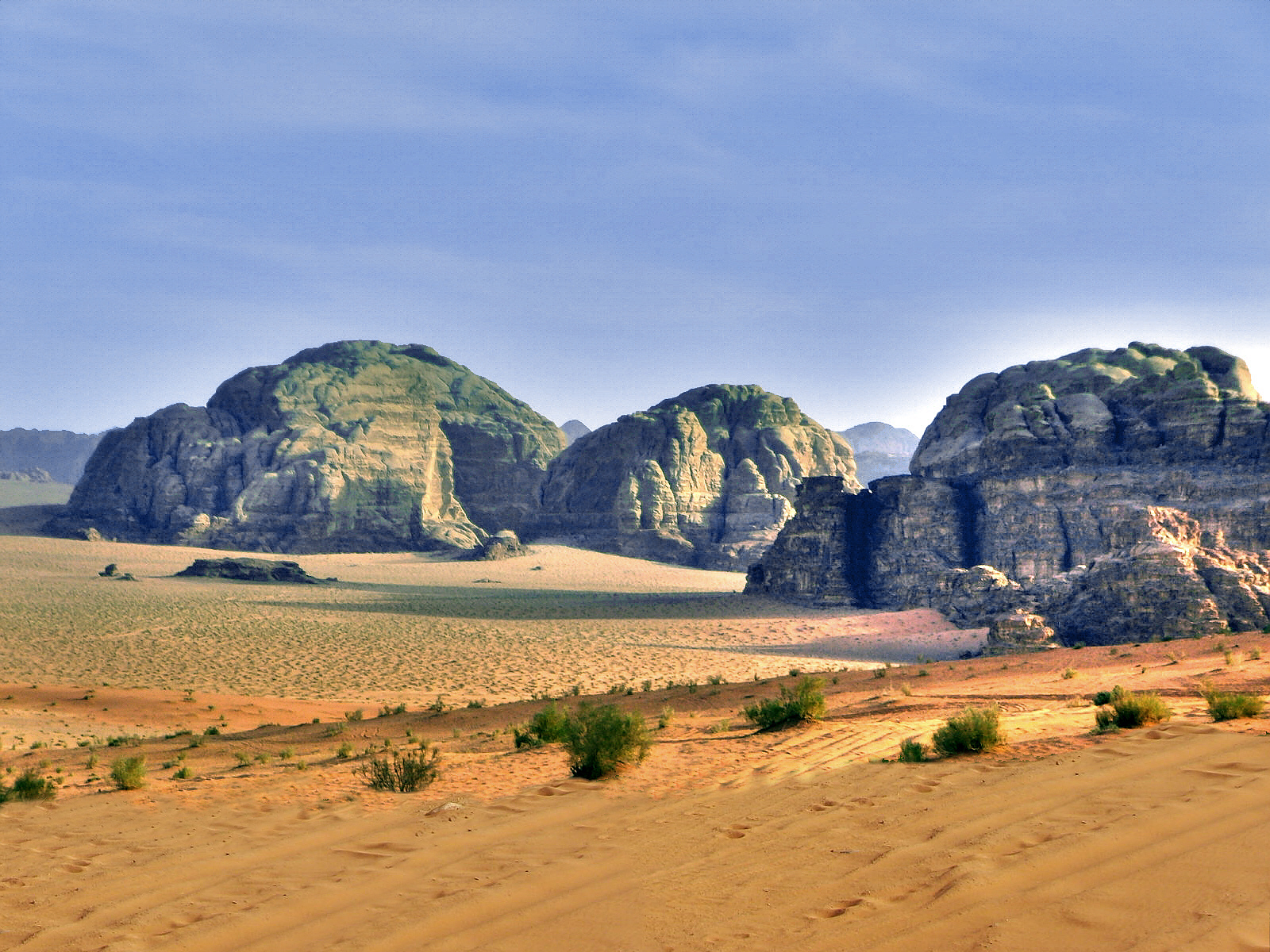
Вади Рам

- Амман — столица Иордании, современный космополитический город, известный своими торговыми центрами, отелями и древним римским амфитеатром;
- Махис — город, имеющий большое религиозное значение;
- Вади Рам — пустыня на юге Иордании с многочисленными горами и холмами югу от Иордании. Помимо природных достопримечательностей, используется для занятий различными видами спорта, включая скалолазание;
- Ирбид — второй по величине город в Иордании, в нём расположены несколько музеев и торговых центров, а также ряд учебных заведений, включая Иорданский университет науки и технологии[англ.] и Университет Ярмук[англ.]. Численность студентов в городе больше, чем в любом другом городе Иордании и Ближнего Востока. University Street (Университетская улица) в Ирбиде имеет наивысшую концентрацию интернет-кафе на километр в мире[5];
- Фухейс — город в 20 минутах езды к северо-западу от Аммана, известен своими церквями XVIII—XIX веков и архитектурными сооруженямии;
- Дар Бассем Сафа — древний дом в национальном стиле.

### Ночная жизнь
В Иордании, главным образом в Аммане и в меньшей степени — в Акабе, развивается индустрия ночных увеселительных заведений. Наряду с Дубаем, Бейрутом, Шарм-эш-Шейхом и Манамой, Амман является одним из самых популярных мест концентрации ночных клубов в арабском мире и на Ближнем Востоке. В стране наблюдается бум ночных клубов, от столицы и до курортов Мертвого моря и Вади Рама. В связи с созданием особой экономической зоны и притока инвестиций в Акабе также наблюдается рост численности ночных и пляжных клубов.

## Природные заповедники

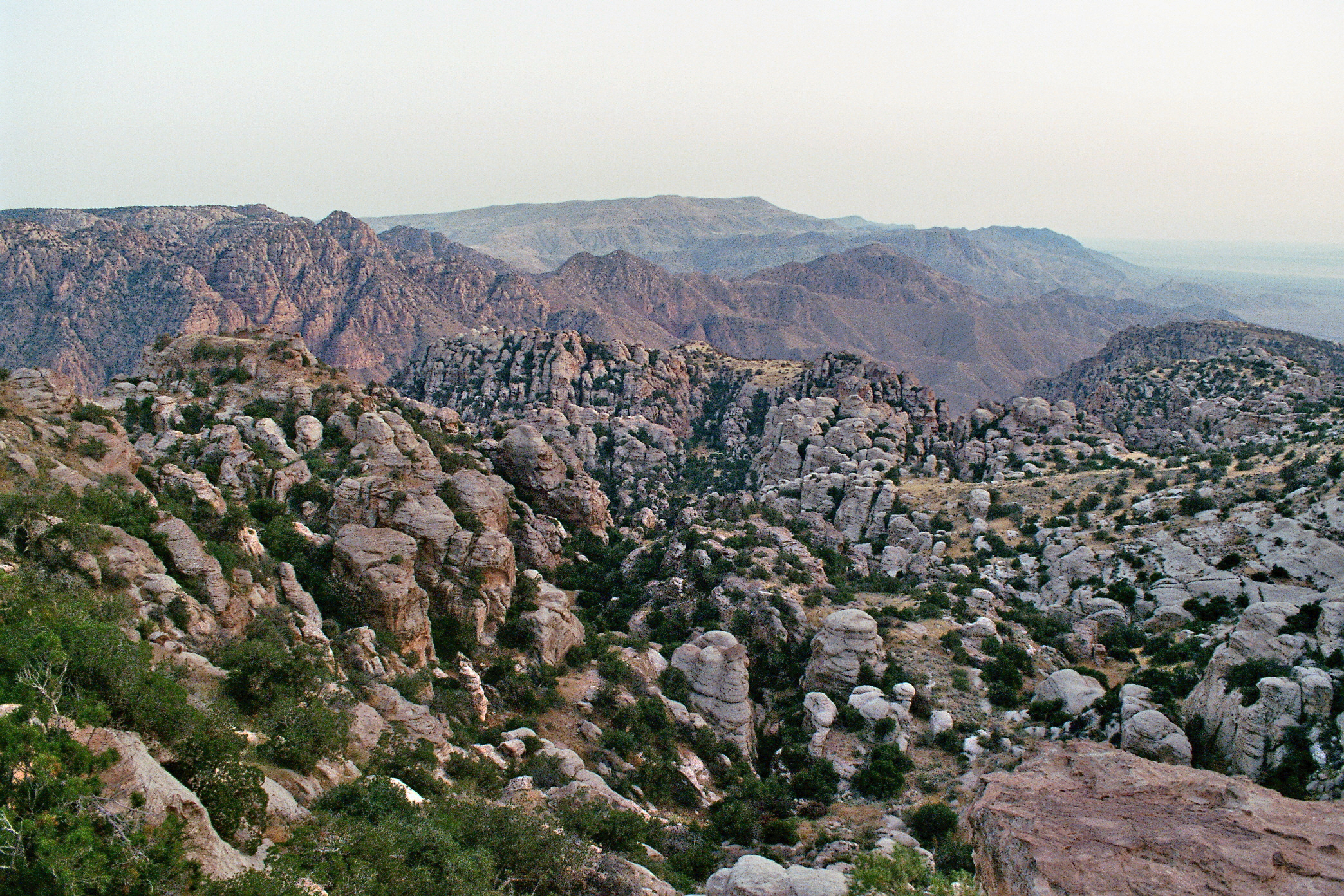
Биосферный заповедник Дана

В Иордании имеется ряд природных заповедников.
- Азрак — уникальный заповедник водно-болотных угодий, расположенный в самом сердце полупустынной местности восточной Иордании, находится в ведении Королевского общества охраны природы (RSCN). Его достопримечательности включают в себя несколько естественных и сооружённых в древности искусственных прудов и большой грязевой источник, известный как Ка Аль- Азрак. Каждый год в заповеднике базируется большое количество перелётных птиц, которые останавливаются там при перелёте из Азии в Африку, некоторые из них остаются на зимовку.
- Биосферный резерват Дана занимает площадь 308 квадратных километров, простирается от верхней части Иорданской рифтовой долины вплоть до пустынной низменности Вади-Араба. В Дане растёт около 600 видов растений, живёт 37 видов млекопитающих и 190 видов птиц.
- Заповедник Вади-эль-Муджиб — самый низкий заповедник в мире, расположенный в глубоком ущелье возле восточного побережья Мёртвого моря. Резервный простирается догородов Карак и Мадаба на севере и юге соответственно. Отличается уникальным биоразнообразием, здесь растёт 300 видов растений, живёт 10 видов плотоядных животных и большое количество видов птиц.
- Заповедник Шаумари был создан в 1975 году RSCN как центр разведения животных и растений, вымирающих или находящихся под угрозой исчезновения. Занимает территорию 22 квадратных километров; в настоящее время здесь живут самые редкие виды животных на Ближнем Востоке — аравийский орикс, страусы, газели и куланы, которые изображены ещё на византийских мозаиках 6 века.

## Инвестиции

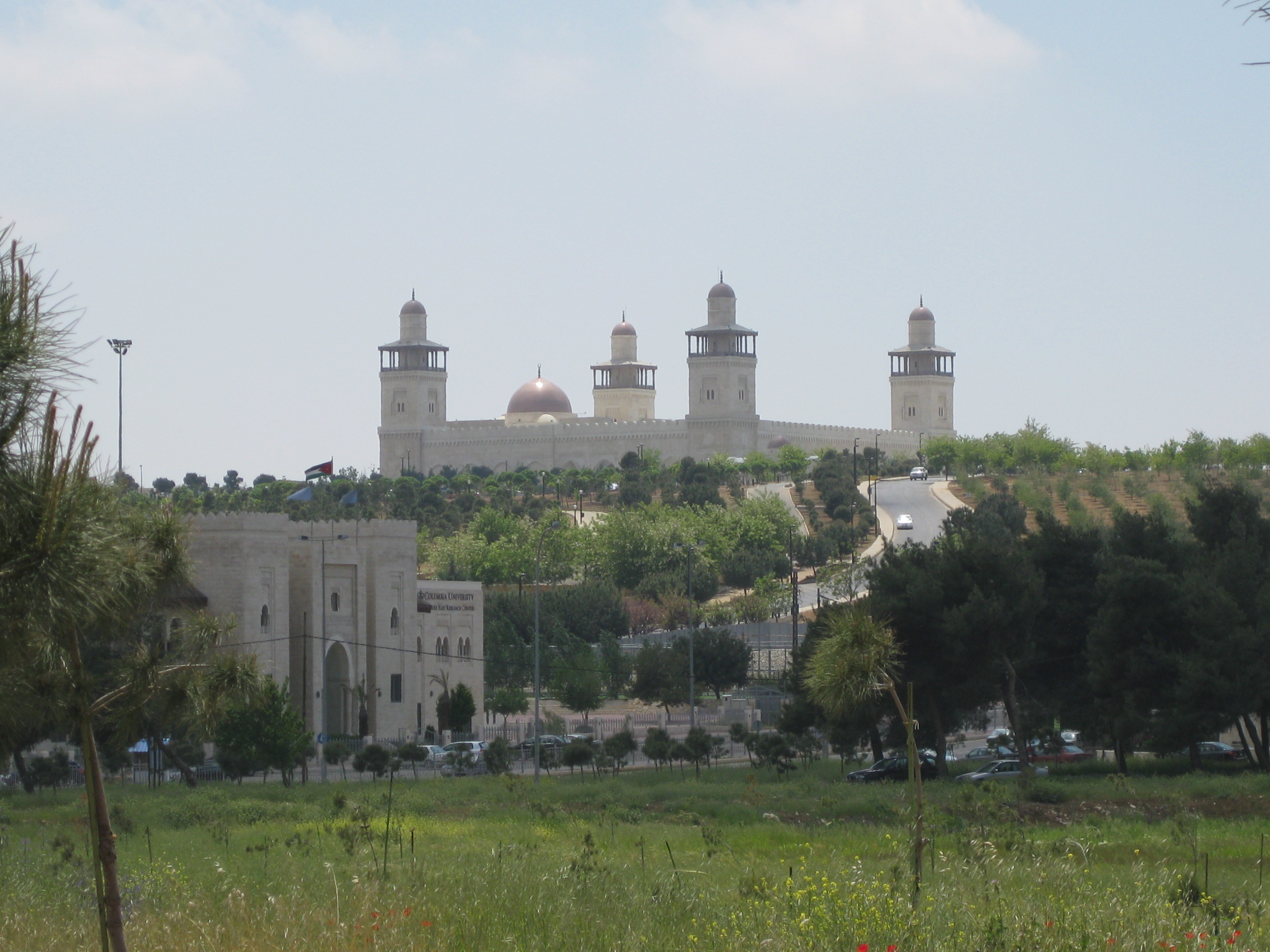
Мечеть короля Хуссейна в Аммане

Иордания активно инвестирует в развитие туристической инфраструктуры — в строительство роскошных отелей, курортов, санаториев, а также жилой недвижимости. Среди крупнейших проектов — «Abdali Urban Regeneration» Project и «Marsa Zayed» в Акабе, Sanaya Amman и Living Wall в Аммане. Приобретение недвижимости в Иордании привлекает состоятельных туристов стран Персидского залива.
Реконструкция Международного аэропорта «Королева Алия» в Аммане предполагает довести пропускную способность аэропорта до 9 миллионов пассажиров в год на первом этапе и до 12 миллионов на втором этапе.
Совместно с USAID власти Иордании реализуют «Проект по развитию туризма в  Иордании», предусматривающий 2 этапа.
I этап (SIYAHA)
Продолжительность: 2005—2008
Финансирование: $17,4 млн (оценка)
Партнер по реализации: Chemonics International
II этап (SIYAHA)
Продолжительность: 2008—2013
Финансирование: $28 млн
Партнер по реализации: Chemonics International.
С созданием Особой экономической зоны Акаба в Акабу — единственный прибрежный город Иордании, было инвестировано порядка $20 млрд. В Акабе строятся роскошные курорты, такие как Saraya Акаба и Tala Bay. Иордания становится все более популярным направлением для круизов, в Акабе в рамках проекта Marsa Zayed строится новый современный терминал для круизных судов.